# Bagad Elven
Le Bagad Elven est un ensemble de musique bretonne originaire d'Elven dans la région de Vannes, en France. L'association est créé en 1977 et dispose d'une école de formation et d'un bagad école (bagadig).
Le bagad évolue en première catégorie du Championnat national des bagadoù de 2013 à 2017. Depuis 2018, il participe aux concours de deuxième catégorie.

## Historique

### Création et débuts
Créé en 1977, le bagad Elven est issu du cercle celtique d'Elven créé en 1965.
En 1984, le Bagad Elven adhère à la Bodadeg ar Sonerion et se présente en 1985 pour la première fois au championnat national des bagadoù.
C'est sous la direction d'Hervé Oillic, avec l'aide de Christian Méhat, Nathalie Drant, Pascal Hérisson, Jean-Luc Le Moign, Jean-Yves Magré, Jean-Yves Latry, Jean-Pierre Allaire, entre autres, que le Bagad Elven évolue tout au long des années 1980-1990 et accède à la seconde catégorie. Mais les leaders du groupe décident de faire redescendre leur bagad en troisième catégorie, privilégiant la formation de leurs apprentis sonneurs.

### Histoire récente

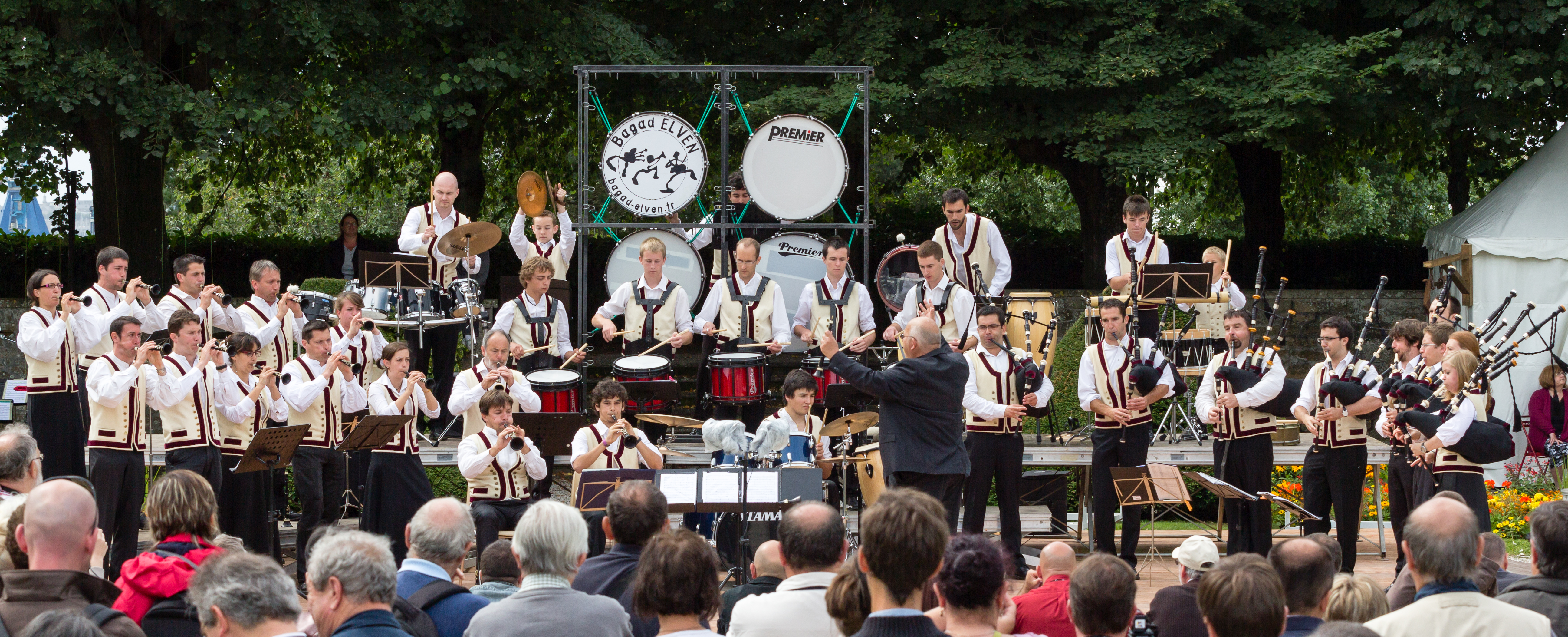
Le groupe lors de l'épreuve d'été du championnat national des bagadoù 2012.

Le groupe commence à travailler avec Roland Becker à partir de 2005 en lui demandant dans un premier temps des conseils musicaux, et celui-ci prend peu à peu en charge une place grandissante dans l'ensemble. Le groupe qui évolue alors en 3e catégorie commence à se structurer sous son influence. En 2008, sous la direction de Roland Becker, le Bagad Elven (Guillaume Bédard et Hervé Oillic, penn-binioù - Ronan Oillic, penn-bombard - Gérald Olivier, penn-tabouliner) remporte le titre de champion de troisième catégorie et sort son deuxième album Mémoires d'aujourd'hui orchestré d'après des airs de tradition populaire collectés par les fondateurs du Bagad Elven en 1967. En 2009, l'ensemble parvient à décrocher sa place en 2e catégorie et se maintient dans cette catégorie l'année suivante en obtenant une 7e place. Dès sa deuxième participation dans cette catégorie, il parvient à se placer sur le podium en remportant la 3e place de la deuxième catégorie de l'édition 2011. Il améliore encore son classement lors de l'édition 2012, et accède ainsi à la 1re catégorie.
En 2013, le Bagad Elven se présente pour la première fois au championnat national des bagadoù de première catégorie. Le 7 juin 2016, il se produit en direct sur France 2 lors de l'émission Le Village préféré des Français à Rochefort-en-Terre, gagnant des votes.
En 2018, le Bagad Elven se présentera au championnat national des bagadoù de seconde catégorie.
Après la descente en seconde catégorie, Roland Becker laissera alors la direction du bagad à Vincent Hérisson.

## Structure

### Association

Logo (2008-2018)

L'association comprend un bagad, un bagadig et une école de musique. Le bagad principal compte une quarantaine de musiciens et l'école de musique une centaine d'élèves (en 2022).

### Formation et bagadig
L’école de musique, située au centre musical de Lamboux, dispense des cours instrumentaux, regroupés en « pupitres » : bombardes de différentes tonalités et biniou kozh, cornemuse écossaise, percussions diverses, caisses-claires. L'essentiel de la formation est menée par les membres du bagad lui-même, épaulés par des formateurs professionnels fournis par l'association qui fédère les bagadoù, Sonerion. En plus des cours instrumentaux, la formation musicale (solfège, rythmique...) est intégrée au cursus, en partenariat avec le Centre Socio-Culturel d'Elven.
L'intégration des nouveaux membres se fait progressivement, via le Bagadig Elven (bagad école).
Le bagadig évolue en 5ème catégorie du championnat des bagadoù depuis 2015.

## Productions artistiques

### Discographie
En 2005, le Bagad Elven enregistre son premier album Un dimanche matin à Elven, d'une facture assez classique, reprenant le répertoire écrit par Hervé et Ronan Oillic, Gérald Olivier et David le Dorze, sur les conseils de Roland Becker.
En 2008, il sort son deuxième album Mémoires d'aujourd'hui, arrangé d'après des airs de tradition populaire choisis parmi les cassettes d'un collectage datant de 1966. Toutes les chansons ont été recueillies à Elven par ce qui était alors le Cercle Celtique d'Elven, et enregistrées par Gérard Oillic. L'originalité de cet album est qu'il intègre des extraits du collectage lui-même. On peut ainsi comparer les airs d'origine, chantés, avec leur interprétation orchestrale et les écritures contemporaines du bagad.
En 2021, il sort un troisième album enregistré lors des spectacles son et lumière organisés pendant l'été 2021 à la Forteresse de Largoët.

### Créations scéniques et prestations
En 2013, le bagad se produit en Allemagne et en Chine. 
En 2014, il joue en Espagne.
En 2018, il participe à l'opéra-rock Chouans d'Alan Simon.
En 2019, il participe à l'opéra-rock Excalibur d'Alan Simon.
En 2021, création d'un spectacle son et lumières